# هله‌کیس
هله‌کیس (به سوئدی: Hällekis) یک منطقهٔ مسکونی در سوئد است که در بخش یاتنه واقع شده‌است. هله‌کیس ۱٫۸۵ کیلومتر مربع مساحت و ۷۰۴ نفر جمعیت دارد.